# Nola squalida
Nola squalida é uma espécie de insetos lepidópteros, mais especificamente de traças, pertencente à família Nolidae.
A autoridade científica da espécie é Staudinger, tendo sido descrita no ano de 1871.
Trata-se de uma espécie presente no território português.